# Abdelkader Taleb Omar
Abdelkader Taleb Omar (1951) é o atual primeiro-ministro pela Frente Polisário da República Árabe Saaraui Democrática (RASD). Ele foi nomeado para este cargo pelo presidente da RASD, Mohamed Abdelaziz, durante o XI Congresso Geral Popular realizado em Tifariti em 29 de outubro de 2003, sendo reconduzido ao cargo no início de 2012.
Omar é um veterano da Frente Polisario que viveu no exílio na província de Tindouf, na Argélia, desde 1975. Ele ocupou vários cargos ministeriais em governos anteriores, foi o porta-voz do Conselho Nacional Saaraui entre 1995 a 1998, e também como o governador do campo de refugiados de Smara, localizada perto de Tindouf.